# Helmut Imig

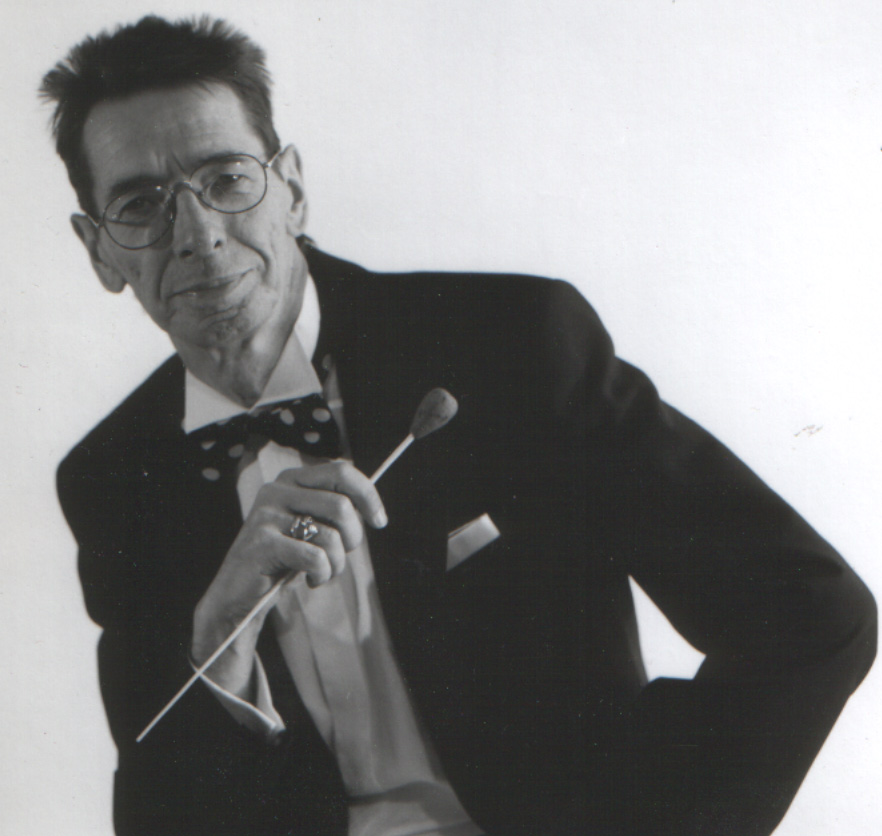
Helmut Imig (2008)

Helmut Imig (* 27. Januar 1941 in Bonn) ist ein deutscher Dirigent und lebt in Essen.

## Leben

### Ausbildung
Imig absolvierte seine musikalische Ausbildung an der Kölner Musikhochschule, wo er u. a. Schüler der Professoren Wolfgang von der Nahmer (Dirigieren) und Hans-Otto Schmidt (Klavier) war. Gleichzeitig studierte er Musikwissenschaft an der Bonner Universität. Am 6. Juli 1962 hat er mit dem Stück Improvision. Ballett (nur so und dann nach Platte) an dem kulturellen Forum Bühne für sinnliche Wahrnehmung – KONZIL teilgenommen, das im Rahmen des Studium Universale von der Bonner Universität zwischen 1961 und 1963 gefördert wurde.
1964 erhielt er ein Stipendium nach Paris und schloss dort sein Studium bei dem Dirigenten Pierre Dervaux und der Pianistin Annie d’Arco mit dem ersten Preis der École normale de musique de Paris ab.

### Beruflicher Werdegang
Imig ging zunächst als Korrepetitor nach Kaiserslautern und Saarbrücken und Erster Kapellmeister nach Bremen und Osnabrück und an das Staatstheater am Gärtnerplatz, München, und ging eine Zusammenarbeit mit den Bamberger Symphonikern ein. Anschließend wurde er Erster Kapellmeister bei Theater und Philharmonie Essen. Gastspielverträge mit dem Orchester der Beethovenhalle Bonn, der Philharmonia Hungarica und vielen anderen städtischen Orchestern folgten.
Seit 1985 agiert Imig freiberuflich. Sein Repertoire umfasst u. a. Radio- und Fernsehaufnahmen in München, Köln, Lugano und Hamburg. Im Ausland gab er Konzerte mit dem Limburgischen Sinfonieorchester Maastricht, dem Orchestre National de Lille, den Philharmonikern des Teatro Regio in Turin, dem Sinfonieorchester von Curitiba in Brasilien, dem Haydn-Orchester von Bozen in Italien und dem Orchestra della Svizzera italiana in Lugano. Dazu kamen in den letzten Jahren die London Sinfonietta, das Sinfonieorchester des NDR, das Symphonieorchester von Szombathely, Ungarn, das Ensemble „Die Reihe“, Wien, das Rotterdams Philharmonisch Orkest, das Radio-Philharmonic Orkest, Brüssel, das AOW (Ambassade Orchester Wien), das Niederösterreichische Tonkünstlerorchester, das Bruckner Orchester Linz sowie das Radio-Sinfonieorchester Stuttgart des SWR. Er übernahm zudem die Leitung von „Ecoute“, einem Ensemble von Spitzenmusikern des Ruhrgebiets.
Arbeitsschwerpunkte neben der Konzerttätigkeit sind Experimentelle Musik, Moderationskonzerte, Stummfilmkonzerte mit Originalmusiken und eigenen Kompilationen. 
Besonders verbunden ist Helmut Imig den Rundfunkorchestern von München und Saarbrücken sowie dem Filmorchester Babelsberg und dem Ensemble Resonanz. Er gilt als Spezialist für filmbegleitende Originalmusik u. a. für Stummfilme. Für Furore sorgte nicht nur seine Überarbeitung der Filmmusik von Edmund Meisel für den Filmklassiker Panzerkreuzer Potemkin von Sergej Eisenstein zur 55. Berlinale 2005.
Seit 2011 tourt Imig mit Disney Live In Concert – Fluch der Karibik durch Deutschland, wobei zum Film in Originalsprache mit deutschen Untertiteln die Musik live von einem Symphonieorchester und Chor eingespielt wird. Inzwischen wird auch Teil 2 aufgeführt, und am 20. April 2014 feierte der 3. Teil Deutschlandpremiere.